# Württembergische Notenbank

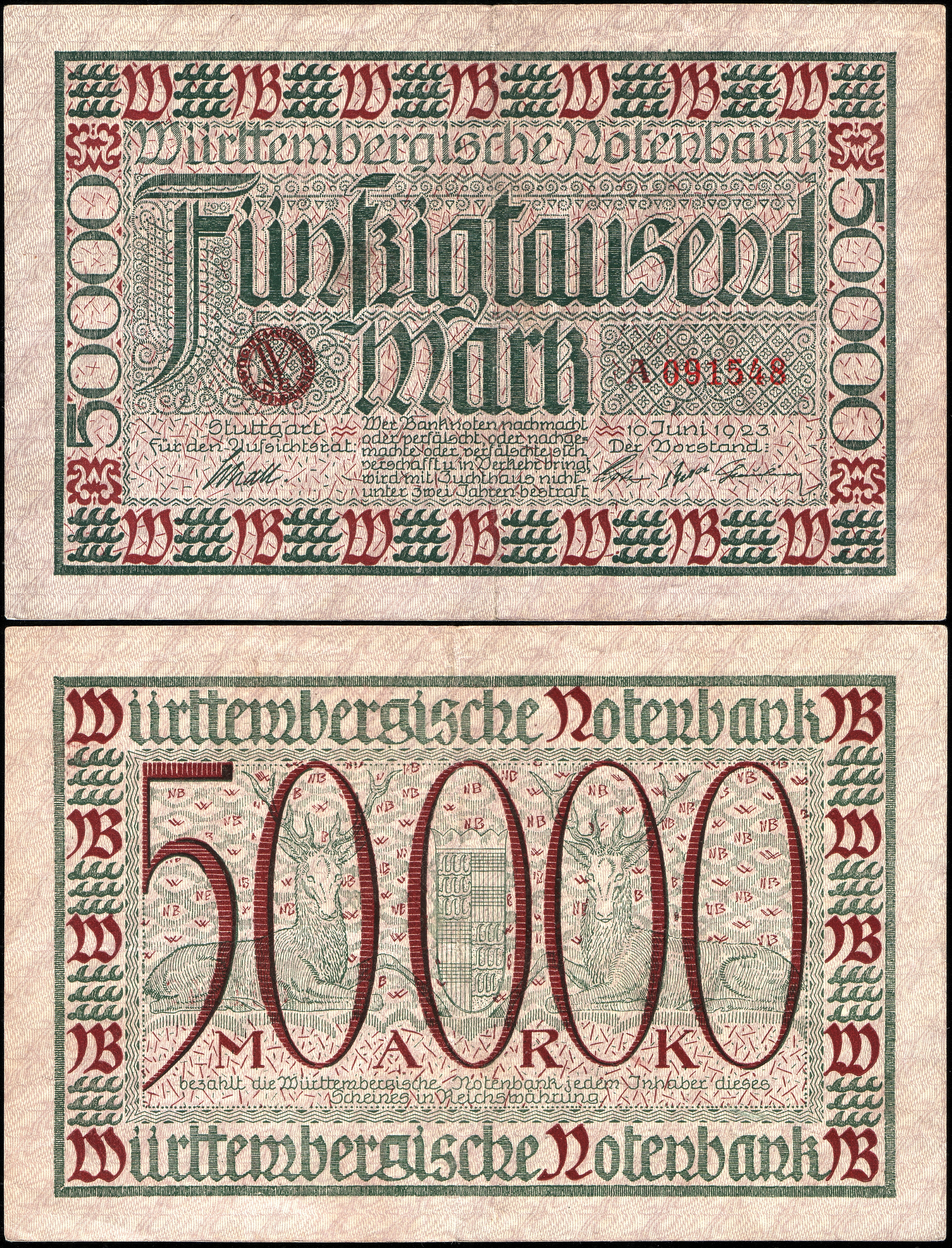
Notgeldschein der Württembergischen Notenbank (1923)

Die Württembergische Notenbank war eine Notenbank im Königreich Württemberg bzw. dem Volksstaat Württemberg. Sie bestand von 1871 bis 1934 und firmierte 1935 dann in Württembergische Bank um. Der Sitz war Stuttgart.

## Geschichte
Mit der Reichsgründung 1871 verloren die Gliedstaaten des Reiches ihr Gesetzgebungsrecht im Bezug auf das Geldwesen. Die Reichsbank erhielt kein Monopol auf die Emission von Banknoten, die bestehenden Notenbanken behielten das Recht, Banknoten in einem Umfang herauszugeben, der in der Anlage zu § 9 des Bankgesetzes vom 14. März 1875 festgehalten war. In Stuttgart war bereits 1871 die Württembergische Notenbank gegründet worden, die mit der reichsweiten Einführung der Mark zum 1. Januar 1876 entsprechende Banknoten emittierte.
Mit dem Ende des Kaiserreiches 1918 bestanden nur noch vier Privatnotenbanken in Deutschland: die Bayerische Notenbank in München, die Badische Bank in Mannheim, die Sächsische Bank zu Dresden und die Württembergische Notenbank in Stuttgart. Nach der Hyperinflation von 1923 wurde das Privatnotenbankgesetz vom 30. August 1924 erlassen. Die Württembergische Notenbank durfte nach diesem Gesetz jährlich maximal auf 27 Millionen Reichsmark lautende Banknoten ausgeben.
Nach der Machtergreifung der Nationalsozialisten wurde das Notenprivileg gesetzlich abgeschafft. Grundlage war eine Kündigungsmöglichkeit im Gesetz über die Privatnotenbanken vom 30. August 1924 nach zehn Jahren.
1935, nach der Beendigung des Notenprivilegs, firmierte sie in Württembergische Bank um. 1978 fusionierte die Württembergische Bank mit der Badischen Bank und der Handelsbank Heilbronn zur Baden-Württembergischen Bank, die 2001 von der Landesbank Baden-Württemberg übernommen wurde.